# Михнёв, Александр Евсеевич
Александр Евсеевич Михнёв (24.11.1934 — 04.07.2007) — старший чабан колхоза «По заветам Ильича» Ейского района Краснодарского края. Герой Социалистического Труда.

## Биография
Родился 24 ноября 1934 года на территории современного Пермского края, в семье шахтёра. Русский.
После окончания 7 классов трудовую деятельность начал в 1952 году на лесопильном заводе в посёлке Курджиново Ставропольского края (ныне — Урупский район Карачаево-Черкесской Республики).
После службы в Советской Армии приехал на строительство сахарного завода в город Новокубанск Краснодарского края. Первоначально работал в монтажной бригаде ПМК-94 слесарем-монтажником, а когда Новокубанский завод был построен, поступил учиться на курсы операторов диффузии в городе Кореновске. После их окончания А. Е. Михнёв вернулся на сахарный завод и продолжил работать помощником оператора диффузии, затем — старшим аппаратчиком, обслуживающим два диффузионных аппарата.
Выполнял сменные нормы на 130—135 процентов и по итогам работы в 8-й пятилетке (1966—1970) был награждён орденом Трудового Красного Знамени.
Во время реконструкции завода грамотно и профессионально руководил работой по замене старых диффузных аппаратов на новые. Их замена повлекла за собой полную реконструкцию свеклоперерабатывающего участка и элеваторов. За счёт новой технологии, техники, творческого поиска повысилась производительность по переработке сахарной свёклы. Благодаря этому переработка корней увеличилась на 540 тонн в сутки и была доведена до 3,3 тысяч тонн. Это были успехи коллектива завода и большая заслуга А. Е. Михнёва, который за успешно проведённую реконструкцию был награждён орденом Ленина.
Указом Президиума Верховного Совета СССР от 17 марта 1981 года за выдающиеся производственные достижения, досрочное выполнение заданий десятой пятилетки и социалистических обязательств, проявленную трудовую доблесть Михнёву Александру Евсеевичу присвоено звание Героя Социалистического Труда с вручением ордена Ленина и золотой медали «Серп и Молот».
А. Е. Михнёв был хорошим наставником и передавал производственный опыт молодым работникам сахарного завода.
Избирался депутатом Краснодарского краевого и Новокубанского городского Советов народных депутатов.
После 40 лет работы на сахарном заводе в 1994 году ушёл на заслуженный отдых, но продолжал активно участвовать в производственной и общественной жизни предприятия.
Проживал в городе Новокубанске Краснодарского края. Скончался 4 июля 2007 года.

## Награды
- Золотая медаль «Серп и Молот» (17.03.1981)[1].;
- Орден Ленина (19.02.1974).
- Орден Ленина (17.03.1981).
- Орден Трудового Красного Знамени (26.04.1971)
- Медаль «За трудовую доблесть»
- Медаль «В ознаменование 100-летия со дня рождения Владимира Ильича Ленина» (6 апреля 1970)
- и другими

## Память
- В Краснодаре установлена мемориальная доска с именами Героев Социалистического Труда Кубани и Адыгеи